# Drahtbiegeprobe
Die Drahtbiegeprobe ist ein berufsbezogener Leistungstest. Die Aufgabe besteht darin, Drähte nach gegebener Vorlage manuell zu bearbeiten. Die Teilnehmer haben pro Figur höchstens zwölf Minuten Zeit, wobei die Bearbeitungszeit für die Bewertung keine Rolle spielt (das heißt, es handelt sich um einen sogenannten Power-Test/Niveau-Test). Das Endprodukt wird anhand verschiedener Kriterien bewertet, wie zum Beispiel Genauigkeit der Form oder „Sauberkeit“ der Lösung. Insgesamt sind 29 Einzelkriterien für die Bewertung relevant.
Das Verfahren eignet sich vor allem für einen Einsatz im Bereich der metallverarbeitenden Berufe. Die Drahtbiegeprobe ist in zweiter Auflage seit über 40 Jahren auf dem Markt und gilt als klassisches Verfahren zur Diagnose des sogenannten Handgeschicks. Die Durchführungsdauer beträgt etwa eine halbe Stunde. Vorläufer der Drahtbiegeprobe wurden bei der Firma Carl Zeiss in Jena eingesetzt (Immig, 1920).

## Testgüte
Die Zuverlässigkeit des Tests ist als hoch zu bewerten: Es wurden Retest-Reliabilitätswerte um .80 errechnet (Häcker & Stapf, 2009). Die Drahtbiegeprobe weist eine hohe Inhaltsvalidität – auch Augenscheinvalidität genannt – auf. Das heißt, dass die Aufgaben sich sehr nah an den tatsächlichen Praxisanforderungen orientieren. Die Normierung wurde an 1.573 Jugendlichen sowie 125 Erwachsenen vorgenommen.